# Courtagnon
Courtagnon is een gemeente in het Franse departement Marne (regio Grand Est) en telt 61 inwoners (2009). De plaats maakt deel uit van het arrondissement Reims.

## Geografie
De oppervlakte van Courtagnon bedraagt 4,0 km², de bevolkingsdichtheid is dus 15,3 inwoners per km².
De onderstaande kaart toont de ligging van Courtagnon met de belangrijkste infrastructuur en aangrenzende gemeenten.

## Demografie
Onderstaande figuur toont het verloop van het inwonertal (bron: INSEE-tellingen).

1. ↑  Populations de référence 2022.